# 니코스 자카리아디스

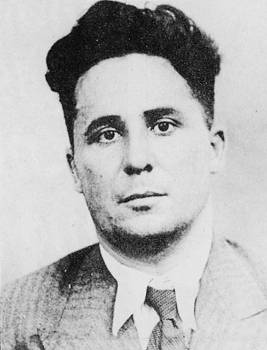
니코스 자카리아디스

니코스 자카리아디스(그리스어: Νίκος Ζαχαριάδης, 러시아어: Ни́кос Захариа́дис, 1903년 4월 27일 ~ 1973년 8월 1일)는 그리스의 공산주의 혁명가이자, 그리스 공산당의 서기장이다. 그리스 내전에서는 중요한 정치인 중 한명이다.